# جاين وايت
جاين وايت (بالإنجليزية: Jane White)‏ هي ممثلة أمريكية، ولدت في 30 أكتوبر 1922 بنيويورك في الولايات المتحدة، وتوفيت بنفس المكان في 24 يوليو 2011.

## وصلات خارجية
- جاين وايت على موقع IMDb (الإنجليزية)
- جاين وايت على موقع قاعدة بيانات برودواي على الإنترنت (الإنجليزية)
- جاين وايت على موقع قاعدة بيانات الفيلم (الإنجليزية)